# بابار (فلم)
بابار (بالإنجليزية: Babar: The Movie) هو فيلم رسوم متحركة كندي فرنسي أمريكي تم إنتاجه في سنة 1989، تم تصوير الفيلم في نيلفانا وثم تم نشره من قبل نيو لاين سينما، الفيلم يحكي قصة عائلة الفيلة بابار.

## وصلات خارجية
- مقالات تستعمل روابط فنية بلا صلة مع ويكي بيانات
- بابار على قاعدة بيانات الأفلام على الإنترنت
- بابار على قاعدة بيانات الرسوم المتحركة الكبيرة
- بابار على أول موفي